# PAPOP
PAPOP (фр. Poly Arme POlyProjectiles, «багатоснарядна багатофункціональна зброя») — французький проєкт зі створення для системи FÉLIN комп’ютеризованої піхотної зброї, здатної вражати приховані або захищені цілі. Вона мала поєднувати 35-мм гранатомет із штурмовою гвинтівкою калібру 5,56×45 мм НАТО, обидва у конфігурації булпап, укомплектовані допоміжними прицільними засобами та нестандартним прицілом.

## Історія
Розробка PAPOP почалася в липні 1995 року. Проект мав на меті до 2010 року забезпечити заміну гвинтівки FAMAS, яка тоді була на озброєнні французької армії . Передбачалося, що це буде універсальна зброя, здатна вражати піхоту противника навіть в укритті, із радіусом дії до 600 метрів .
Для виконання цього запиту було створено промислове партнерство, головним підрядником якого була компанія GIAT. Розробкою підсистем займалися компанії FN Herstal (штурмова гвинтівка), Sfim ODS (система прицілювання), Euroimpact і Lacroix (гранати) .
Перший запропонований прототип комплектувався трьома гранатами у внутрішньому трубчастому магазині та був визнаний занадто важким (8 кг) і громіздким .
При розробці другого прототипу вагу було знижено до 6 кг, система стала більш компактною. Особливий акцент був зроблений на зручності використання в умовах міських боїв.
PAPOP-2 несе 25 патронів калібру 5.56 мм і лише дві гранати, хоча конфігурація взводного рівня дозволяє нести 5 гранат за рахунок ваги, яка тоді зростає до 10 кг .

PAPOP 1
PAPOP 2. Для порівняння показано силует першого прототипу.

## Системи

1. Штурмова гвинтівка
2. Гранатомет
3. Обертовий екран
4. Камера
5. Лазерний цілевказівник і далекомір
6. Акумулятор і комп'ютер
7. Перемикач зброї

### Підкаліберна гвинтівка
Гвинтівка стріляє підкаліберними боєприпасами калібром 5,56 НАТО (початкова швидкість — 1600 м/с, прицільна дальність — до 600 метрів). Нові боєприпаси пропонують збільшену дальність стрільби та достатньо посилюють пробиття для враження індивідуальної броні типу PASGT навіть на великій відстані .

### Гранатомет
Друга трубка містить напівавтоматичний 35-мм гранатомет з програмованими зарядами повітряного підриву. Перемикання між гвинтівкою і гранатометом здійснюється за допомогою великого перемикача.
Три гранати розташовані у трубчастому магазині. Їх можна запрограмувати на вибух поблизу цілі з заданою потужністю; заряд налаштовується на виліт уламків з його передньої, бокової або задньої частини.  Калібр 35-мм був обраний ддя можливості пробивати бронежилети .

### Електронні системи
У передній частині зброї, під дульним зрізом, встановлена камера. Акумулятори і бортовий комп'ютер розташовані у прикладі. Обертовий рідкокристалічний дисплей у верхній частині зброї відображає інформацію, що дозволяє наводити PAPOP з укриття та з-за рогу  .
До системи наведення входять прилад нічного бачення, лазерний далекомір, система «свій — чужий»  і комп'ютер наведення, який також програмує гранати перед запуском.
Концепція FÉLIN вимагає, щоб дані зі зброї могли передаватись іншим електронним пристроям солдата та транслюватись з поля бою на командні пункти чи інформаційні центри. Таким чином, PAPOP є компонентом більшої інтегрованої системи, яка використовується для розвідки або цілевказування .